# Лангкампфен
Лангкампфен (нім. Langkampfen) — містечко й громада округу Куфштайн у землі Тіроль, Австрія.
Лангкампфен лежить на висоті 504 м над рівнем моря і займає площу 26,52 км². Громада налічує 3707 мешканців.
Густота населення 140/км².
Лангкампфен лежить в долині річки Інн. Громада належить до судового округу Куфштайн.
|                                      |
| Лангкампфен на мапі округу та землі. |

 Адреса управління громади: Sonnweg 1, 6336 Langkampfen.

## Галерея

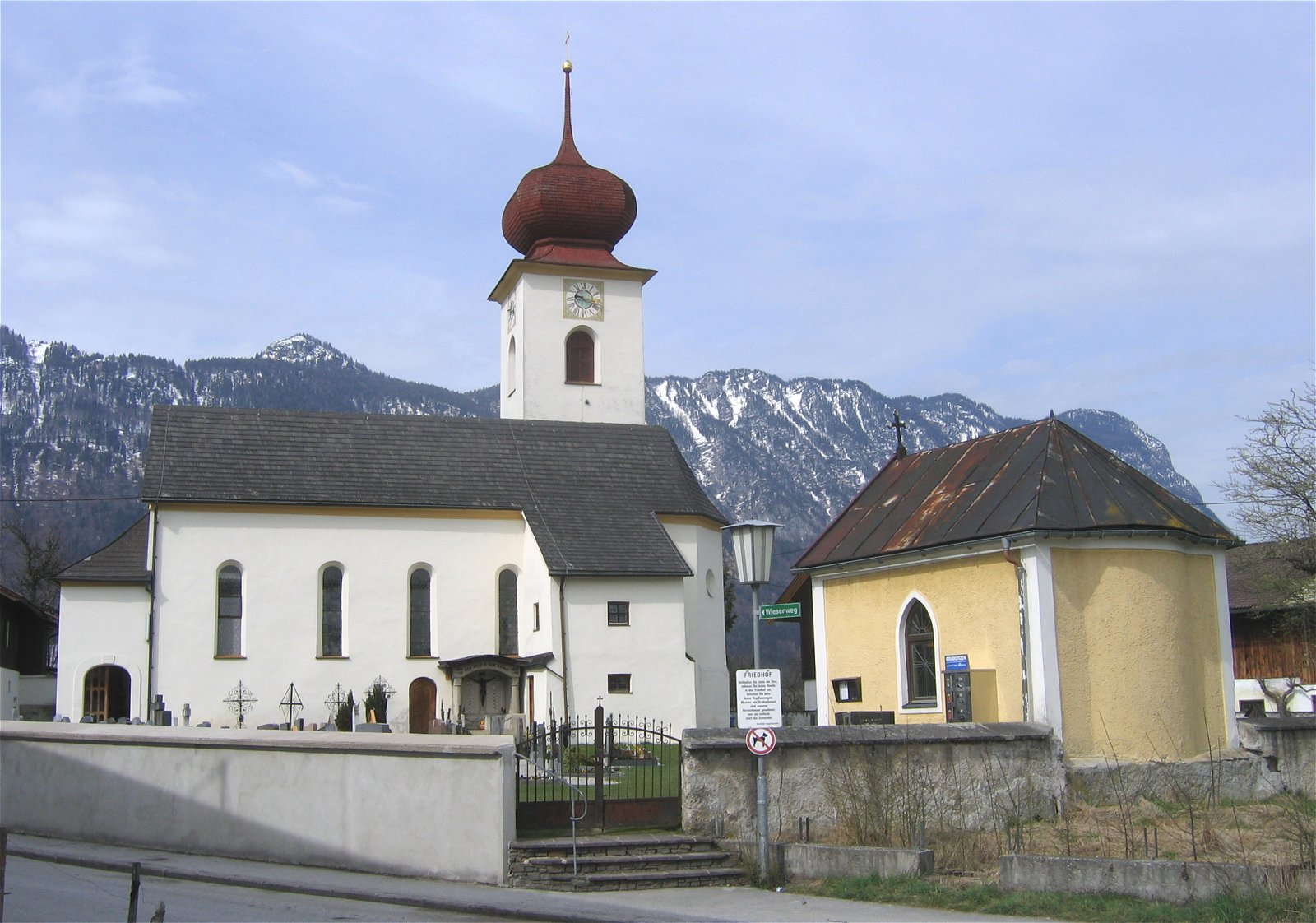
St. Georg, Oberlangkampfen
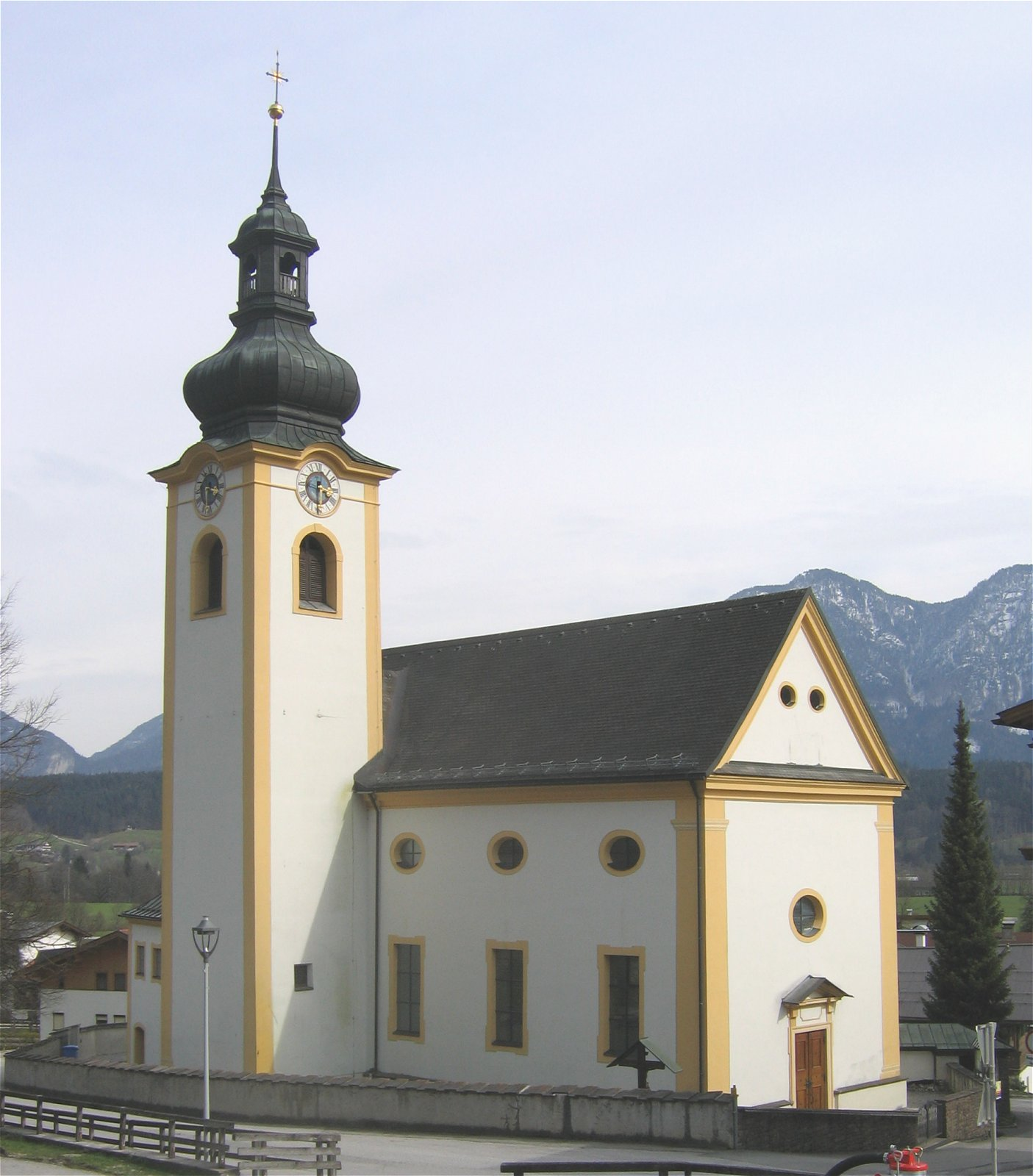
St. Ursula, Unterlangkampfen
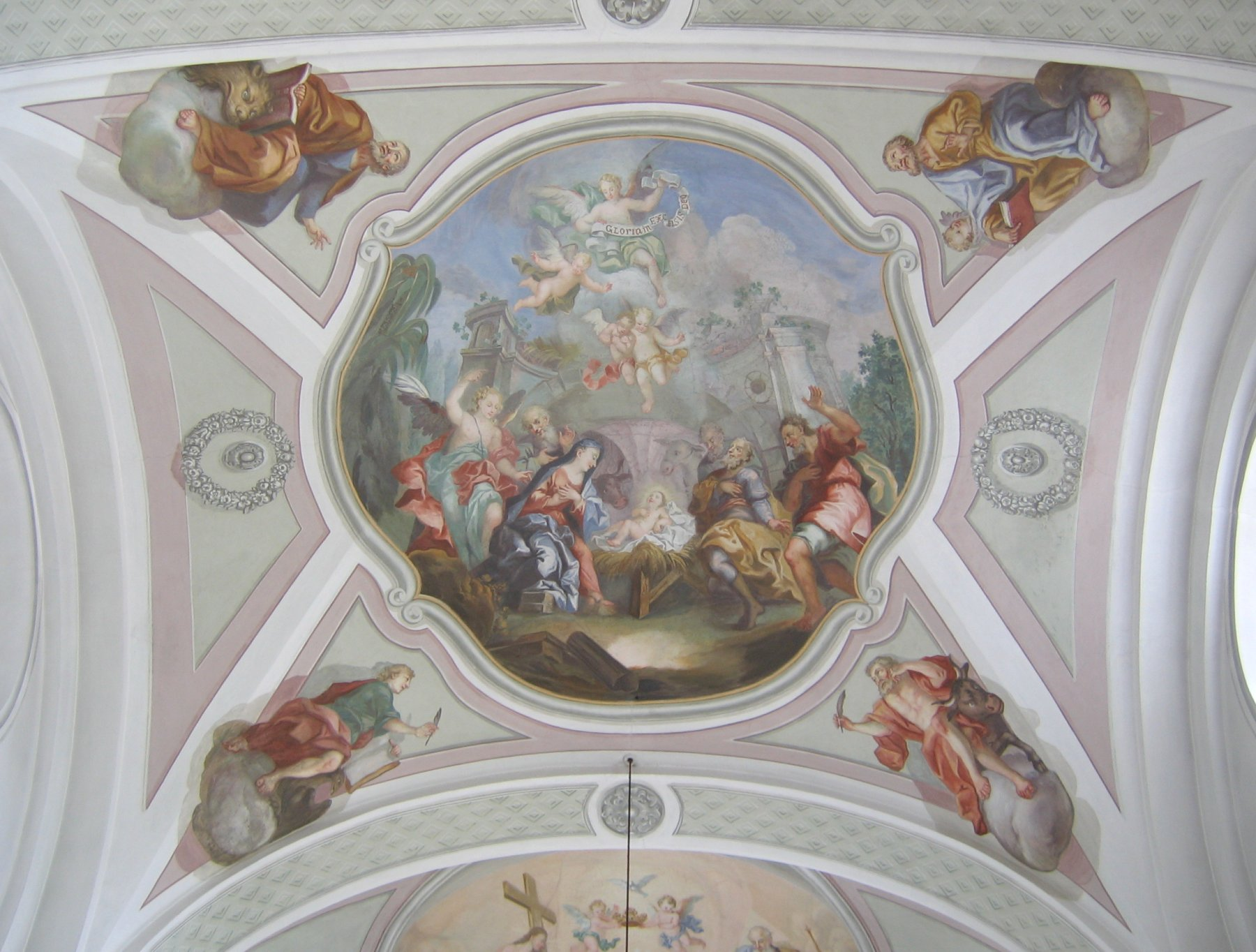
Deckenfresko in St. Ursula, Unterlangkampfen